# John Snis

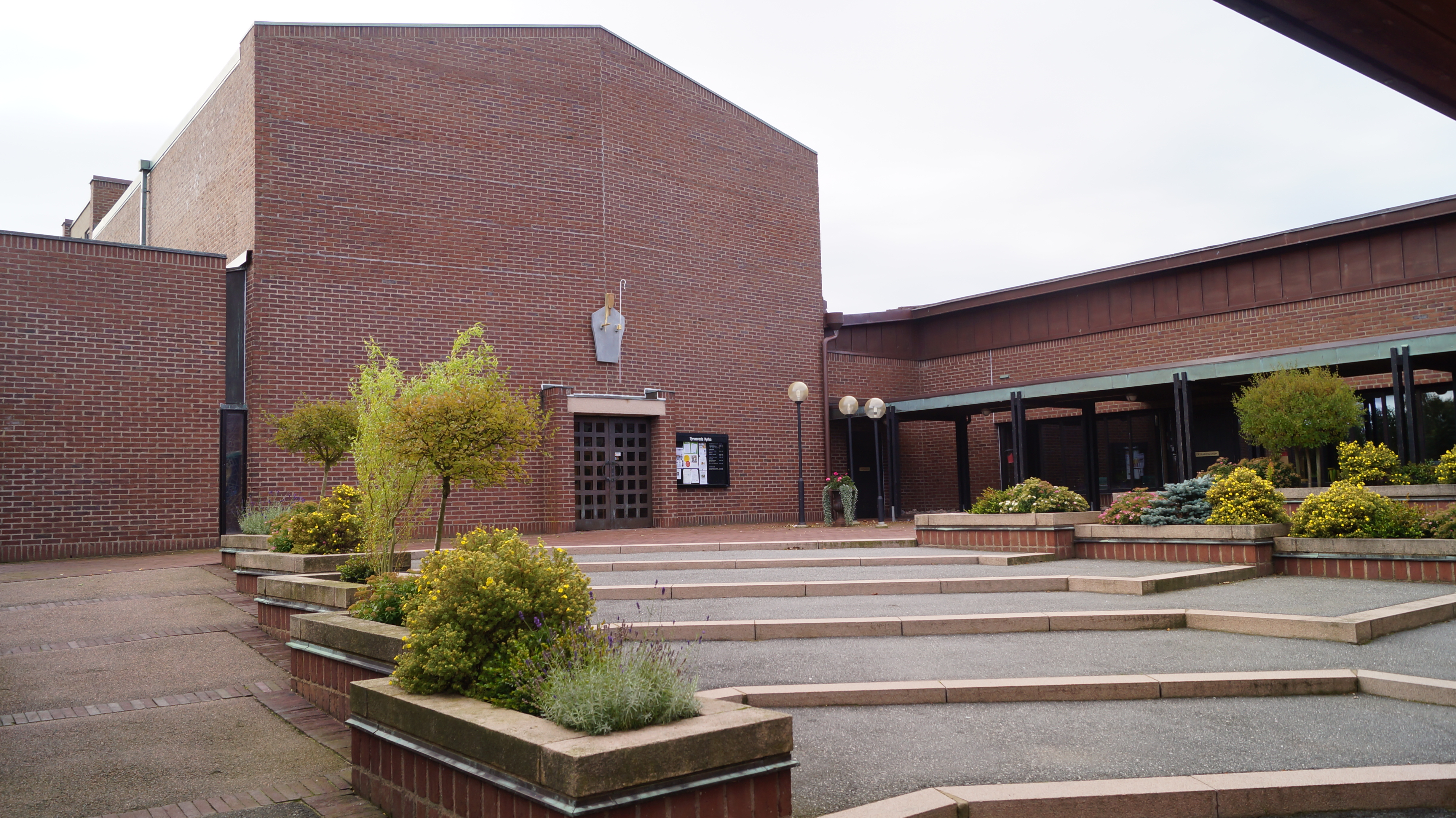
Tynnereds kyrka.

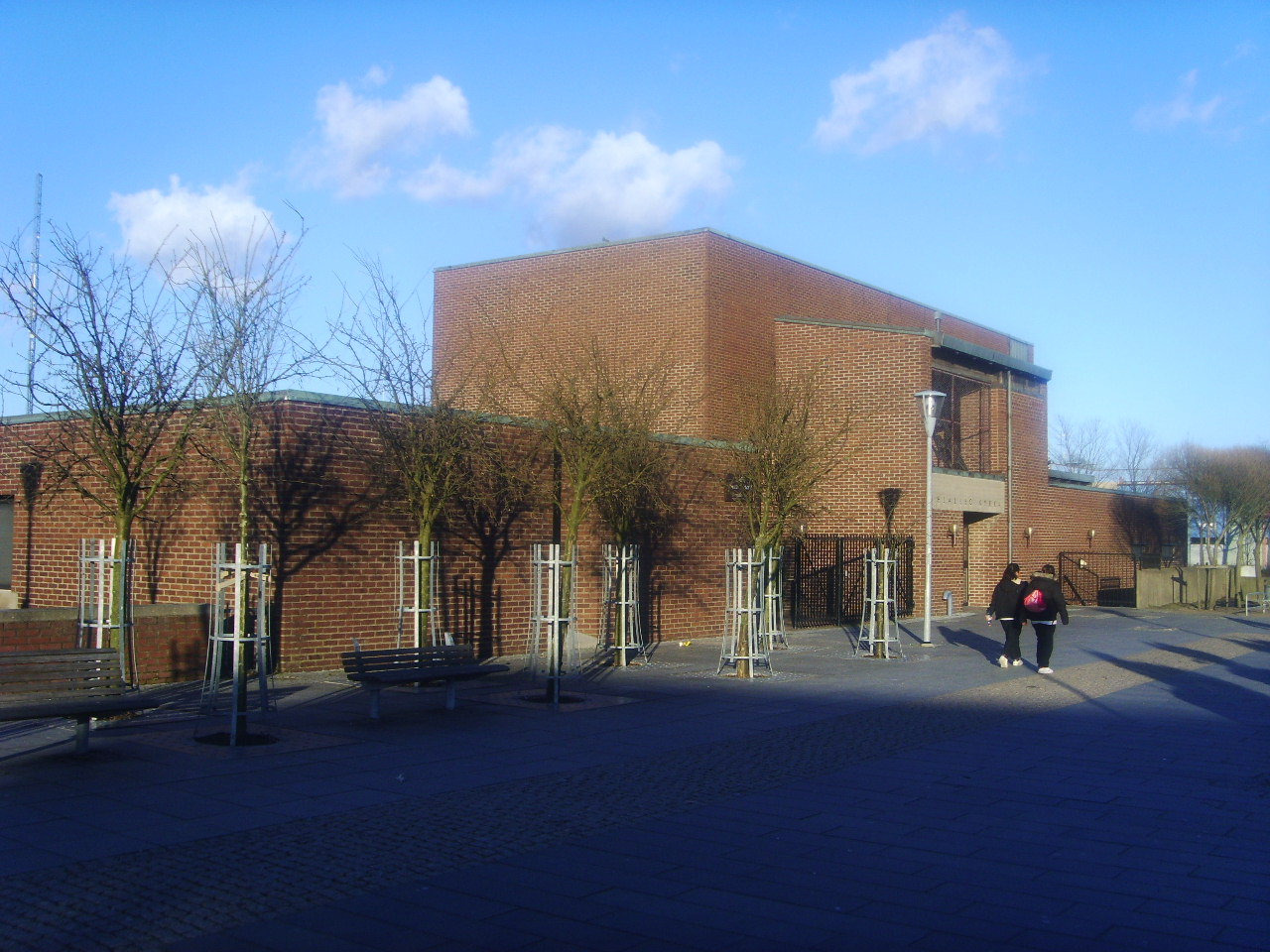
Hjällbo kyrka.

John Snis, född 9 mars 1923, död 28 juni 2012 i Askim, var en svensk arkitekt.

## Biografi
Snis utbildade sig vid Arkitekturskolan CTH i Göteborg och fick sin examen därifrån 1955. Senare kom han också att starta en egen verksamhet i Göteborg. Under 1960- och 1970-talet kom kontoret att utföra en rad större projekt i staden, däribland uppdragen att rita två förortskyrkor i Tynnered och Hjällbo. Båda dessa byggnader är utförda i rött tegel och har ett uttryck som påminner om Sigurd Lewerentz samtida kyrkobyggnader.

## Byggnadsverk (i urval)
- Tynnereds kyrka (1973)
- Hjällbo kyrka (1973)
- Frölunda kulturhus (1980)
- Radhus Tornväktaregatan ([1961])